# Aquria
AQURIA Co., Ltd. é uma desenvolvedora de jogos japonesa sediada em Yokohama, Japão. A empresa está envolvida principalmente no desenvolvimento de software de jogos de console. 
A empresa é conhecida por desenvolver Sword Art Online: Infinity Moment, Sword Art Online: Hollow Fragment e a sequência Sword Art Online: Hollow Realization, baseada na popular série de light novels Sword Art Online. Ela também é conhecida por sua assistência ao desenvolvimento nos títulos principais e portáteis da série Boku no Natsuyasumi da Millennium Kitchen. 

## Jogos desenvolvidos pela Aquria

### Nintendo DS
| Título | Data de lançamento original                                                     | Publicadora(s)                   | JP  | AN  | EU  | AUS |
| --- | ------------------------------------------------------------------------------- | -------------------------------- | --- | --- | --- | --- |
| Kimi ni Todoke ~Tsutaeru Kimochi~                                                                              | - JP: 15 de outubro de 2009                                                     | - JP: Bandai Namco Entertainment | Sim | Não | Não | Não |
| Kimi ni Todoke ~Sodateru Omoi~                                                                                 | - JP: 7 de abril de 2011                                                        | - JP: Bandai Namco Entertainment | Sim | Não | Não | Não |
| Tongari Boushi to Mahou no Omise(Co-desenvolvido com Konami)                                                   | - JP: 11 de novembro de 2010                                                    | - JP: Konami                     | Sim | Não | Não | Não |
| Magician's Quest: Mysterious Times(Tongari Boushi to Mahou no 365 Nichi) (Co-desenvolvido com Konami, Vanpool) | - JP: 11 de novembro de 2010 - EU: 13 de março de 2009 - AN: 11 de maio de 2009 | - Mundo: Konami                  | Sim | Sim | Sim | Não |
| Tokimeki Memorial Girl's Side: 1st Love(Co-desenvolvido com Konami)                                            | - JP: 15 de março de 2007                                                       | - JP: Konami                     | Sim | Não | Não | Não |

### Nintendo 3DS
| Título                                                                          | Data de lançamento original                         | Publicadora(s)                   | JP  | AN  | EU  | AUS |
| ------------------------------------------------------------------------------- | --------------------------------------------------- | -------------------------------- | --- | --- | --- | --- |
| Kuroko no Basuke: Shouri e no Kiseki                                            | - JP: 20 de fevereiro de 2014                       | - JP: Bandai Namco Entertainment | Sim | Não | Não | Não |
| Kuroko no Basuke: Mirai e no Kizuna                                             | - JP: 26 de março de 2015                           | - JP: Bandai Namco Entertainment | Sim | Não | Não | Não |
| Guild02: Attack of the Friday Monsters!(Co-desenvolvido com Millennium Kitchen) | - JP: 13 de março de 2013 - WW: 16 de março de 2013 | - Mundo: Level-5                 | Sim | Sim | Sim | Sim |

### PlayStation 2
| Título                                                                     | Data de lançamento original | Publicadora(s)  | JP  | AN  | EU  | AUS |
| -------------------------------------------------------------------------- | --------------------------- | --------------- | --- | --- | --- | --- |
| Mahou Sensei Negima! 1-Jikanme ~Okochama Sensei wa Mahou Tsukai!           | - JP: 20 de janeiro de 2005 | - JP: Konami    | Sim | Não | Não | Não |
| Mahou Sensei Negima! 2-Jikanme ~Tatakau Otome-tachi! Mahora Daiundokai SP! | - JP: 28 de julho de 2005   | - JP: Konami    | Sim | Não | Não | Não |
| Suzumiya Haruhi no Tomadoi(Co-desenvolvido com Banpresto)                  | - JP: 31 de janeiro de 2008 | - JP: Banpresto | Sim | Não | Não | Não |

### PlayStation 3
| Título                                                                                                   | Data de lançamento original | Publicadora(s)                    | JP  | AN  | EU  | AUS |
| --- | --------------------------- | --------------------------------- | --- | --- | --- | --- |
| Boku no Natsuyasumi 3: Kitaguni Hen: Chiisana Boku no Dai Sougen(Co-desenvolvido com Millennium Kitchen) | - JP: 5 de julho de 2007    | - JP: Sony Computer Entertainment | Sim | Não | Não | Não |

### PlayStation 4
| Título                               | Data de lançamento original                                                      | Publicadora(s)                      | JP  | AN  | EU  | AUS |
| ------------------------------------ | -------------------------------------------------------------------------------- | ----------------------------------- | --- | --- | --- | --- |
| Sword Art Online Re: Hollow Fragment | - AN: 28 de julho de 2015 - EU: 4 de agosto de 2015 - JP: 19 de novembro de 2015 | - Mundo: Bandai Namco Entertainment | Sim | Sim | Sim | Sim |
| Sword Art Online: Hollow Realization | - JP: 27 de outubro de 2016 - Mundo: 8 de novembro de 2016                       | - Mundo: Bandai Namco Entertainment | Sim | Sim | Sim | Sim |
| The Caligula Effect: Overdose        | - JP: 17 de maio de 2018                                                         | - JP: FuRyu                         | Sim | Não | Não | Não |
| Record of Grancrest War              | - JP: 14 de junho de 2018                                                        | - JP: Bandai Namco Entertainment    | Sim | Não | Não | Não |

### PlayStation Portable
| Título | Data de lançamento original                                                         | Publicadora(s)                    | JP  | AN  | EU  | AUS |
| --- | ----------------------------------------------------------------------------------- | --------------------------------- | --- | --- | --- | --- |
| Gallery Fake | - JP: 29 de setembro de 2005                                                        | - JP: Bandai                      | Sim | Não | Não | Não |
| Boku no Natsuyasumi Portable: Mushi Mushi Hakase to Teppen-yama no Himitsu!!(Co-desenvolvido com Millennium Kitchen) | - JP: 29 de junho de 2006                                                           | - JP: Sony Computer Entertainment | Sim | Não | Não | Não |
| Metal Gear Solid: Digital Graphic Novel(Metal Gear Solid: Bande Dessinée) (Co-desenvolvido com Kojima Productions)   | - JP: 21 de setembro de 2006 - AN: 13 de junho de 2006 - EU: 21 de setembro de 2006 | - Mundo: Konami                   | Sim | Sim | Sim | Sim |
| Boku no Natsuyasumi 4: Seitouchi Shounen Tanteidan, Boku to Himitsu no Chizu(Co-desenvolvido com Millennium Kitchen) | - JP: 2 de julho de 2009                                                            | - JP: Sony Computer Entertainment | Sim | Não | Não | Não |
| Boku no Natsuyasumi Portable 2: Nazo Nazo Shimai to Chinbotsusen no Himitsu (Co-desenvolvido com Millennium Kitchen) | - JP: 24 de junho de 2010                                                           | - JP: Sony Computer Entertainment | Sim | Não | Não | Não |
| Tokimeki Memorial Girl's Side Premium ~3rd Story~(Co-desenvolvido com Konami)                                        | - JP: 15 de março de 2012                                                           | - JP: Konami                      | Sim | Não | Não | Não |
| Kuroko no Basuke: Kiseke no Shiai                                                                                    | - JP: 9 de agosto de 2012                                                           | - JP: Bandai Namco Entertainment  | Sim | Não | Não | Não |
| Sword Art Online: Infinity Moment                                                                                    | - JP: 14 de março de 2013                                                           | - JP: Bandai Namco Entertainment  | Sim | Não | Não | Não |

### PlayStation Vita
| Título                               | Data de lançamento original                                                     | Publicadora(s)                      | JP  | AN  | EU  | AUS |
| ------------------------------------ | ------------------------------------------------------------------------------- | ----------------------------------- | --- | --- | --- | --- |
| Sword Art Online: Hollow Fragment    | - JP: 24 de abril de 2014 - AN: 19 de agosto de 2014 - EU: 20 de agosto de 2014 | - Mundo: Bandai Namco Entertainment | Sim | Sim | Sim | Sim |
| Sword Art Online: Hollow Realization | - JP: 27 de outubro de 2016 - Mundo: 8 de novembro de 2016                      | - Mundo: Bandai Namco Entertainment | Sim | Sim | Sim | Sim |
| The Caligula Effect                  | - JP: 23 de junho de 2016 - AN: 2 de maio de 2017 - EU: 9 de maio de 2017       | - JP: FuRyu - Mundo: Atlus USA      | Sim | Sim | Sim | Sim |